# 嘉門達夫のナリキン投稿天国
『嘉門達夫のナリキン投稿天国』（かもんたつおのナリキンとうこうてんごく）は、2006年4月から2007年4月までパソコンテレビ・GyaO（バラエティー10ch）で放送されていたバラエティ番組である。

## 概要

### 番組の概要
嘉門タツオ（旧名・嘉門達夫）がパーソナリティを務めていたネット番組で、各コーナーに寄せられる視聴者からの投稿を基に進行。本放送時には毎週金曜正午に更新されていた。2007年4月時点では全55回が視聴が可能だった。
第24回までは、嘉門の自宅で収録を行うことが多かった。しかし、近所迷惑になることが多かったため、第25回以降はGyaOの運営会社であるUSENのスタジオや飲食店の店舗などで行うようになった。
2007年1月からはCS Gyaoでも放送された。

### 投稿システムの概要
番組内に様々な投稿コーナーを設け、視聴者からネタを募集。視聴者は電子メールで番組に投稿。
初期のシステムは、視聴者が投稿したネタが「採用」「不採用」「保留」に分類されるというもので、ネタが嘉門の楽曲に採用される際の目安に活用された。その後、番組独自の通貨である「チャラリー」を投稿者に進呈するシステムに変更。1チャラリーを1円相当としてカウントし、500チャラリー貯めると500円分の商品券を贈るというものだった。
嘉門の楽曲に採用されたネタの投稿者は、作詞者として嘉門のCDの歌詞カードにハンドルネームがクレジットされ、そのCDの売り上げによる印税が投稿者本人に還元された。これが番組タイトルの元になっている。
この番組は、楽曲投稿の企画も行っていた。番組から噂になった楽曲もあり、地上波のテレビ番組などで紹介されたケースもある。放送第1回目から番組に投稿してきたインディーズバンド・ファミリーギャングの楽曲「Good morning神様」が携帯ランキング1位の維持が続き、その後、ファミリーギャングはメジャーデビューを果たした。メジャーデビューには至らなかったが、USENスタッフの一押しとしてランキングに残り続けた鼻毛の森ほか、多種ジャンルのインディーズがひしめくレベルの高い人気コーナーでもあった。

## 出演者

### メインパーソナリティ
- 嘉門達夫

### アシスタント
- 春日正信（USEN社員） - 第1回から第55回まで出演。
- 吉田泰治（USEN社員） - 第1回から第32回、第35回から第55回まで出演。
- 冨田憲二（USEN社員） - 第33回から第34回、第53回から第54回まで出演。

### 準レギュラー
- イノキン（当時代官山プロダクション所属ミュージシャン） - 第1回から第24回まで出演した後、第54回と第55回にて再登場。
- ジョン・オコーナー（元いいとも青年隊） - 第25回から第38回まで出演。
- ファミリーギャング（元インディーズバンド・番組投稿者） - 第27回から第52回まで出演した後、第55回にて再登場。楽曲投稿は第1回から第26回まで。
- このみ（女性お笑いコンビ） - 第30回から出演。
- BURN（女性お笑いコンビ） - 第40回から第44回まで出演。

## コーナー

### 投稿コーナー
- 小市民
- 哀歌 〜エレジー〜
- さーて来週のアワビさんは
- あわんあわん
- 日記
- 法則
- どんなんやねん！
- 夢・ドリーム
- 言えますか？
- ○○やと思ったら○○やった
- イミナイ
- イヤーン
- 文系理系体育会系（このみのコーナー）
- 鼻から牛乳
- アホが見るブタのケツ
- 誰がそこまでガンバレ！言うた
- ええ奴やんか
- それはまるで
- ジミー＆ハデー
- ショートソング
- 会話
- アシスタントを探せ！
- ナリキン君キャラクター（絵）募集。
- チャルメラ
- あったら怖いセレナーデ
- この中にひとり
- おじいちゃん
- エマニエル
- スケールでかい
- 言うだけ番長
- ホラー映画の予告編

### 番外編
- 大きくなったら何になりたいの？

### 初期のコーナー
- アシスタントを探せ！ - 制作予算の都合や、番組の方向性が分からなくなってきたなどの理由によって自然消滅した。
- 業界人の美女を探せ！ - 業界関係者とUSEN社員が交互で出演するという状態が続き、そして最後に出演したゲストの次の人物から出演拒否をされたことによってこのコーナーも終了した。

## 関連ディスコグラフィ
- 恋のチャルメラ ププッピ ドゥー！（DXCL-2016）
- 新・鼻から牛乳（DXCL-3035）
- アホダラ王国物語（DXCL-97）